# Карла Шлехтова
Карла Шлехтова (Карлове Вари, 22. мај 1977) је чешка политичарка и економисткиња. Била је министарка за регионални развој од 2014. до 2017, а од 2017. до 2018. била је министар одбране Чешке републике. Од октобра 2017. године је чланица Представничког дома.

## Биографија
Карла Шлехтова је рођена 22. маја 1977. године у Карловим Варима. Основне академске студије је завршила на Економском факултету на Западночешком Универзитету  у Хебу, 1999. године. Две године након тога, добија титулу дипл.инж. на истом Универзитету, на Економском факултету у Плзењу.  

### Каријера
Од новембра 1998. до јуна 2001. године радила је као пројект менаџер и радила је обуке за семинаре. До 2004. године је радила као у CRS Europe, у сектору за комуникације и чланство. Након тога је радила као пројект менаџер у Европском центру за јавну администрацију (чешки: Evropské centrum pro veřejnou správu, s.r.o.), а затим у Делоите компанији као старији консултант, све до 2010. године. Од фебруара 2011. до маја 2014. године радила је при Министарству за регионални развој Чешке републике. Као нестраначка личност, улази у владу Бохуслава Соботке као министарка за регионални развој, а предложили су је из странке АНО 2011, Андреја Бабиша.
У влади премијера Андреја Бабиша, постављена је за министарку одбране Чешке Републике, као прва жена на тој позицији. Од октобра 2017. је у оставци.

## Приватни живот
Од марта 2017. године, прва је активна политичарка у Чешкој која се аутовала као лезбијка. Живи у Прагу.